# Грещак, Богдан Михайлович
Богдан Михайлович Грещак (укр. Богдан Михайлович Грещак; 31 марта 1944, Тернополь — 17 июля 2023) — советский футболист, нападающий. Мастер спорта СССР (1965). Большую часть карьеры провёл во львовских «Карпатах».

## Карьера
Воспитанник детской спортивной школы Тернополя.
Играл за «Авангард» (Тернополь), СКА (Львов), ЦСКА (Москва) и «Карпаты» (Львов).
Сыграл 3 матча, забил 1 гол за олимпийскую сборную СССР.
В течение 1979—1983 годов работал тренером львовских «Карпат», в сезоне 2000/01 возглавлял «Тернополь-Нива-2».

## Достижения
- Обладатель Кубка СССР: 1969
- Победитель первой лиги СССР:: 1968, 1970
- Чемпион Украины: 1965
- Входил в число 33 лучших футболистов Украины (1970 и 1971) и СССР (1971)
- Лучший футболист Львовщины 1971